# Powiatowy zarząd rolnictwa
Powiatowy zarząd rolnictwa – jednostka administracyjna prezydium rady narodowej szczebla powiatowego, istniejąca w latach 1954-1972, ustanowiona w celu stworzenia   operatywnych organów do bezpośredniego kierowania, organizowania, pomocy i oddziaływania na produkcję rolniczą. Powiatowy zarząd rolnictwa powstał w wyniku przekształcenia  wydziału rolnictwa i leśnictwa prezydium powiatowej rady narodowej.

## Powołanie zarządu
Na podstawie uchwały   Rady Ministrów z   1954 r. w sprawie utworzenia powiatowych i wojewódzkich zarządów rolnictwa ustanowiono powiatowy zarząd rolnictwa.

## Struktura zarządu
Powiatowe   zarządy rolnictwa były jednostkami wykonawczymi prezydiów rad narodowych, przed którymi odpowiadały  za realizację ustalonych uchwałami prezydiów zadań w zakresie podnoszenia produkcji rolniczej. Powiatowe zarządy rolnictwa wykonywały jednocześnie bezpośrednie wytyczne wojewódzkich zarządów rolnictwa, przed którymi ponosiły pełną odpowiedzialność za ich realizację.
W  powiatowych   zarządach rolnictwa zostało  skoncentrowane kierownictwo całości terenowej służby rolnej. Nastąpiło to poprzez włączenie w skład zarządów wszystkich jednostek resortu rolnictwa, działających dotychczas przy prezydiach rad narodowych, lecz poza wydziałami rolnictwa i leśnictwa.

## Organizacja zarządu
Na czele powiatowego zarządu rolnictwa stał kierownik, który był zastępcą przewodniczącego prezydium powiatowej rady narodowej do spraw produkcji rolniczej. Kierownik powiatowego zarządu rolnictwa kierował powiatowym zarządem rolnictwa przy pomocy głównego agronoma, głównego zootechnika i głównego lekarza weterynarii – kierownika zarządu weterynarii.
Ustanowienie powiatowych zarządów rolnictwa miało przyczynić się do wprowadzenia nowego systemu płac, pozyskanie kadr wysoko wykwalikowanych oraz systemu bodźców materialnych, zapewniającej stabilność zatrudnienia.

## Zadania zarządu
Do zadań powiatowego zarządu rolnictwa należały trzy grupy zagadnień, w tym:

### W zakresie rolniczych spółdzielni produkcyjnych
- pomoc w sporządzaniu, a następnie analizowanie, opiniowanie i przedstawianie do zatwierdzenia prezydium powiatowej rady narodowej planów gospodarczych, zamknięć rocznych spółdzielni produkcyjnych i umów między państwowymi ośrodkami maszynowymi a spółdzielniami produkcyjnymi,
- udzielanie spółdzielniom produkcyjnym wszechstronnej pomocy w realizowaniu planów gospodarczych, między innymi przez zabezpieczanie przydziału kredytów, materiału siewnego i hodowlanego, nawozów itp.,
- ustalanie planów zabiegów agro- i zootechnicznych dla spółdzielni produkcyjnych i udzielanie starszym agronomom państwowych ośrodków maszynowych wytycznych w zakresie stosowania zabiegów agro- i zootechnicznych w spółdzielniach produkcyjnych,
- kontrola wykonania umów między państwowymi ośrodkami maszynowymi i spółdzielniami produkcyjnymi oraz jakości wykonanych przez państwowe ośrodki maszynowe robót,
- zapewnienie spółdzielniom produkcyjnym fachowej i systematycznej pomocy i opieki zootechnicznej i weterynaryjnej,
- zapewnienie spółdzielniom fachowej pomocy w zakresie uprawy roślin technicznych i kultur specjalnych, nasiennictwa, ochrony roślin oraz hodowli zarodowej,
- zapewnienie spółdzielniom fachowej pomocy i instruktażu w sprawach organizacyjnych oraz w sprawach finansowo-księgowych,
- pomoc w opracowaniu planów budownictwa w spółdzielniach, w organizacji wykonawstwa budowlanego i zabezpieczeniu materiałów budowlanych pochodzenia miejscowego i materiałów przemysłowych, nadzór techniczny i kontrola wykonawstwa,
- bezpośrednia obsługa spółdzielni w dziedzinie urządzeń rolnych i opracowanie płodozmianów.

### W zakresie indywidualnych gospodarstw rolnych
- prowadzenie na terenie gromad fachowego instruktażu w zakresie stosowania środków i zabiegów agrotechnicznych i zootechnicznych, pozwalających na pełne wykorzystanie rezerw w gospodarstwach rolnych i podniesienie przez to produkcji rolniczej,
- udzielanie gospodarstwom rolnym pomocy w organizowaniu na terenie gromad sprawnego przebiegu sezonowych akcji, jak siewy wiosenne i jesienne, żniwa, sianokosy, podorywki, młocka, orki przedzimowe, walka z chwastami,
- udzielanie gospodarstwom chłopskim bezpośredniej pomocy w podnoszeniu produkcji przez powiązanie organizacji pomocy sąsiedzkiej z wypożyczaniem maszyn i narzędzi rolniczych gminnych ośrodków maszynowych, dopilnowanie właściwego wykorzystania w gospodarstwach chłopskich nadwyżek mocy produkcyjnej państwowych ośrodków maszynowych oraz dopilnowanie właściwego i terminowego rozdziału na gminy i gromady środków pomocy, udzielanej przez państwo w postaci kredytów, nawozów sztucznych, materiału siewnego i hodowlanego,
- udzielanie gospodarstwom rolnym bezpośredniej pomocy w rozwoju hodowli przez organizację sieci punktów i stacji kopulacyjnych, prawidłowe rozstawienie rozpłodników, fachowy instruktaż zootechniczny w zakresie wychowu młodzieży, żywienia zwierząt, zabezpieczenia bazy paszowej oraz przez bezpośrednią pomoc weterynaryjną w profilaktyce, zwalczaniu chorób hodowlanych i zakaźnych,
- udzielanie gospodarstwom rolnym bezpośredniej pomocy w postaci aparatury i środków chemicznych do zwalczania szkodników i chorób roślin, a szczególnie do walki ze stonką ziemniaczaną, oraz organizowanie masowych akcji ochrony roślin,
- udzielanie gospodarstwom rolnym pomocy i fachowego instruktażu w zakresie odbudowy i budowy zagród wiejskich,
- zapewnienie gospodarstwom rolnym bezpośredniej obsługi w dziedzinie urządzeń rolnych przez uporządkowanie ich stanu własności, załatwienia aktów nadania, regulacji, pomiarów itp.;

### W zakresie spółdzielni produkcyjnych i indywidualnych gospodarstw rolnych w sprawie  melioracji
- zgłaszanie potrzeb melioracyjnych do wojewódzkich zarządów rolnictwa,
- inicjowanie i organizowanie rolników do robót wodno-melioracyjnych w formie czynów melioracyjnych;
- nadzór nad pełnym i właściwym zagospodarowaniem wszystkich użytków.

## Zniesienie zarządów
Na podstawie  uchwały Rady Ministrów z  1972 r. w sprawie utraty mocy obowiązującej niektórych uchwał Rady Ministrów, Prezydium Rządu, Komitetu Ekonomicznego Rady Ministrów i Komitetu Ministrów do Spraw Kultury, ogłoszonych w Monitorze Polskim zlikwidowano powiatowe  zarządy rolnictwa.